# Actio familiae erciscundae
Die actio familiae erciscundae (Erbteilungsklage, Klage zur Teilung des Familienvermögens) war seit dem antiken römischen Recht eine Teilungsklage unter Miterben. Nicht anwendbar war die Klage für Sachteilungen außerhalb erbrechtlicher Auseinandersetzungen.
Die Teilungsklage beendete die Erbengemeinschaft, das consortium. Es wird angenommen, dass die Aufhebung im Wege einer ritualisierten Abtretung vollzogen wurde, soweit die Genossen sich über die Durchführung der Teilung einig waren. Da der Miterbe als – Miteigentümer einer ungeteilten Erbschaft – nicht über Sachteile, sondern nur über Anteile seines Rechts verfügen konnte, war er beschränkt durch die Rechte der anderen Genossen. Mit Wirkung für und gegen die anderen Miterben konnte er aber über die ganze Sache, also das gesamte Nachlassvermögen verfügen. Diese Verfügung hatten die übrigen Miterben gegen sich gelten zu lassen. Insoweit war ein besonderes Vertrauensverhältnis zwischen den Erben notwendig. Wichtig war, dass im Verband der Miterben Einigkeit bestand. 
Insbesondere wenn innerhalb einer Erbengemeinschaft (consortium ercto non cito) die Gefahr einer Rechtsverletzung bestand oder Rechte bereits verletzt waren, musste der Miterbe auf die actio familiae erciscundae zur Teilung des Nachlasses (ercto non cito) zurückgreifen, um an (seinen) Anteilen Alleineigentum zu erlangen (Vermögensteilung zum Zwecke der Bildung von Alleineigentum). Eine verbindliche Rechtslage schuf auf Bestimmung des Prätors der „Gangrichter“ (arbiter) mittels rechtsgestaltendem Urteil (adiudicatio).
Das Erbteilungsverfahren wurde während der frühen Republik – im Zusammenhang mit der Reform des Agnatenerbrechts – durch das Zwölftafelgesetz eingeführt. Die traditionelle, durch bäuerliche Wirtschaftsformen geprägte römische Königszeit kannte lediglich die gemeinsame Nachlasspflege nach Tod des pater familias.
Später trat neben die actio familiae eruscundae die actio communi dividundo, eine allgemeine Teilungsklage, mit der gemeinschaftliches Gut aller Art geteilt werden konnte. Bei Unteilbarkeit waren ausgleichende Geldzahlungen fällig.